# 吕斯康
吕斯康（法語：Luscan，法語發音：[lyskɑ̃]）是法国上加龙省的一个市镇，位于该省西南部，属于圣戈当区。

## 地理
吕斯康（43°0'43"N, 0°37'21"E）面积3.33 平方千米，位于法国奧克西塔尼大區上加龙省，该省份为法国西南部内陆省份，西南端与西班牙接壤，自此顺时针与上比利牛斯省、热尔省、塔恩-加龙省、塔恩省、奥德省和阿列日省接壤。
与吕斯康接壤的市镇（或旧市镇、城区）包括：贝尔特朗、伊佐尔、卢尔巴鲁斯、巴尔巴藏、加列、科曼日地区索沃泰尔。

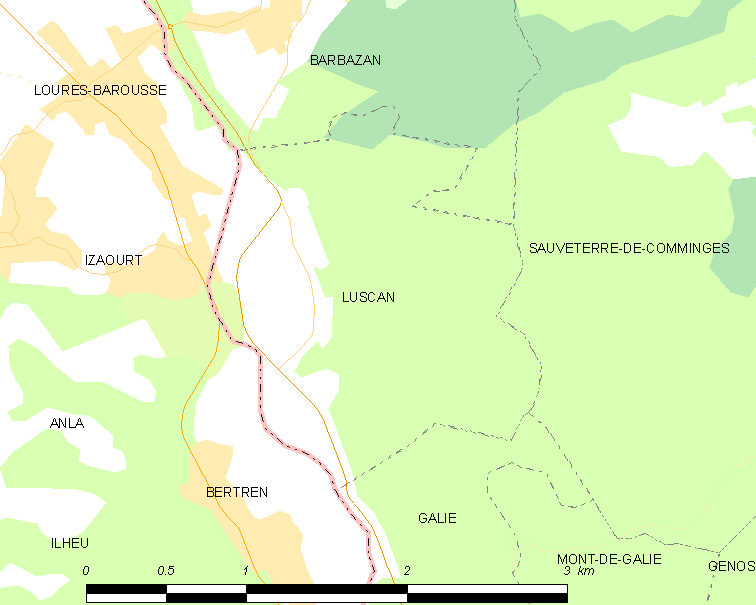
吕斯康的OSM定位图

吕斯康的时区为UTC+01:00、UTC+02:00（夏令时）。

## 行政
吕斯康的邮政编码为31510，INSEE市镇编码为31308。

## 政治
吕斯康所属的省级选区为巴涅尔德吕雄县。

## 人口

1962-2008年间吕斯康人口变化图示

吕斯康于2022年1月1日时的人口数量为45人。